# Chery Exeed Sterra ES

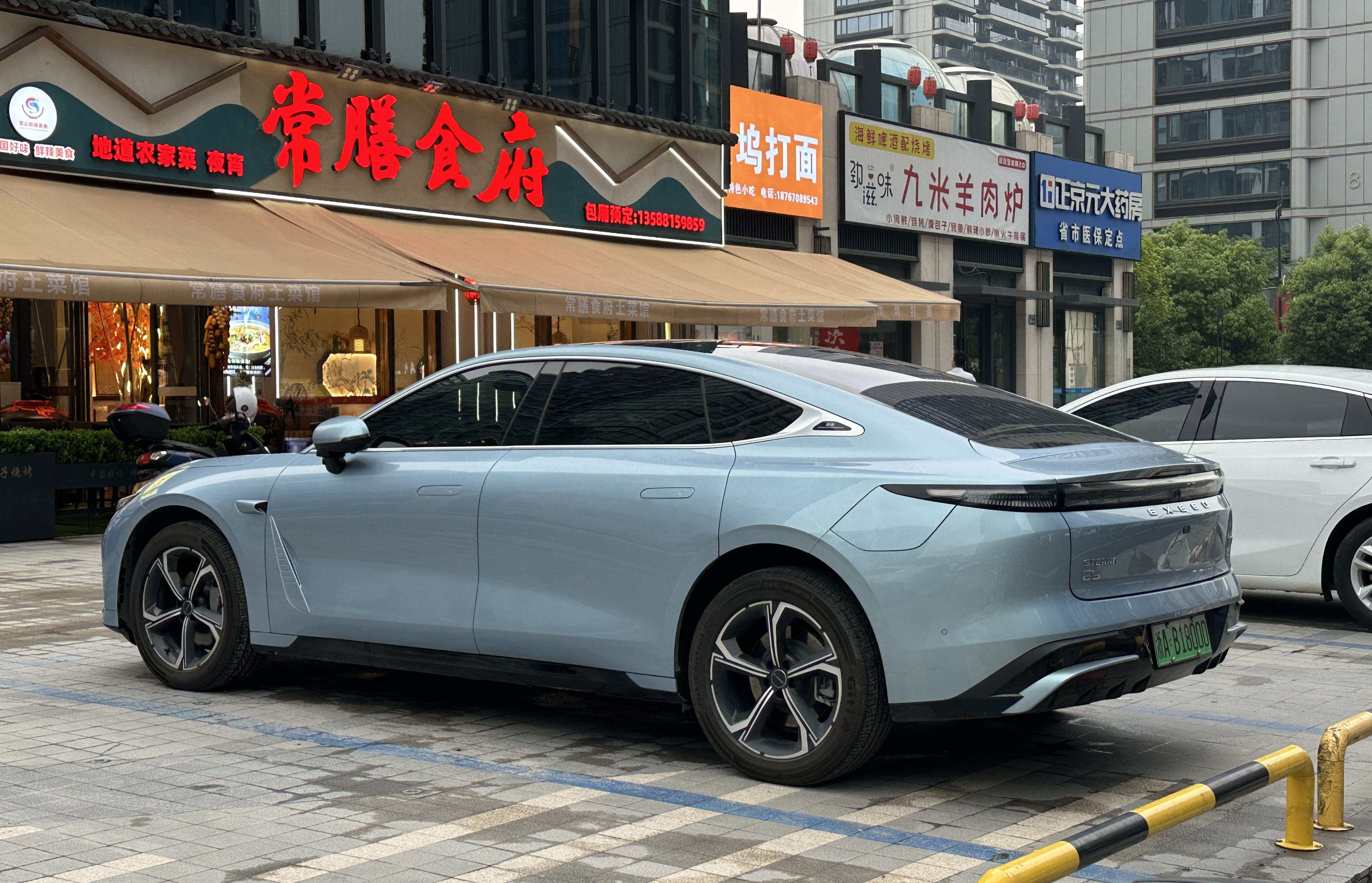
Heckansicht

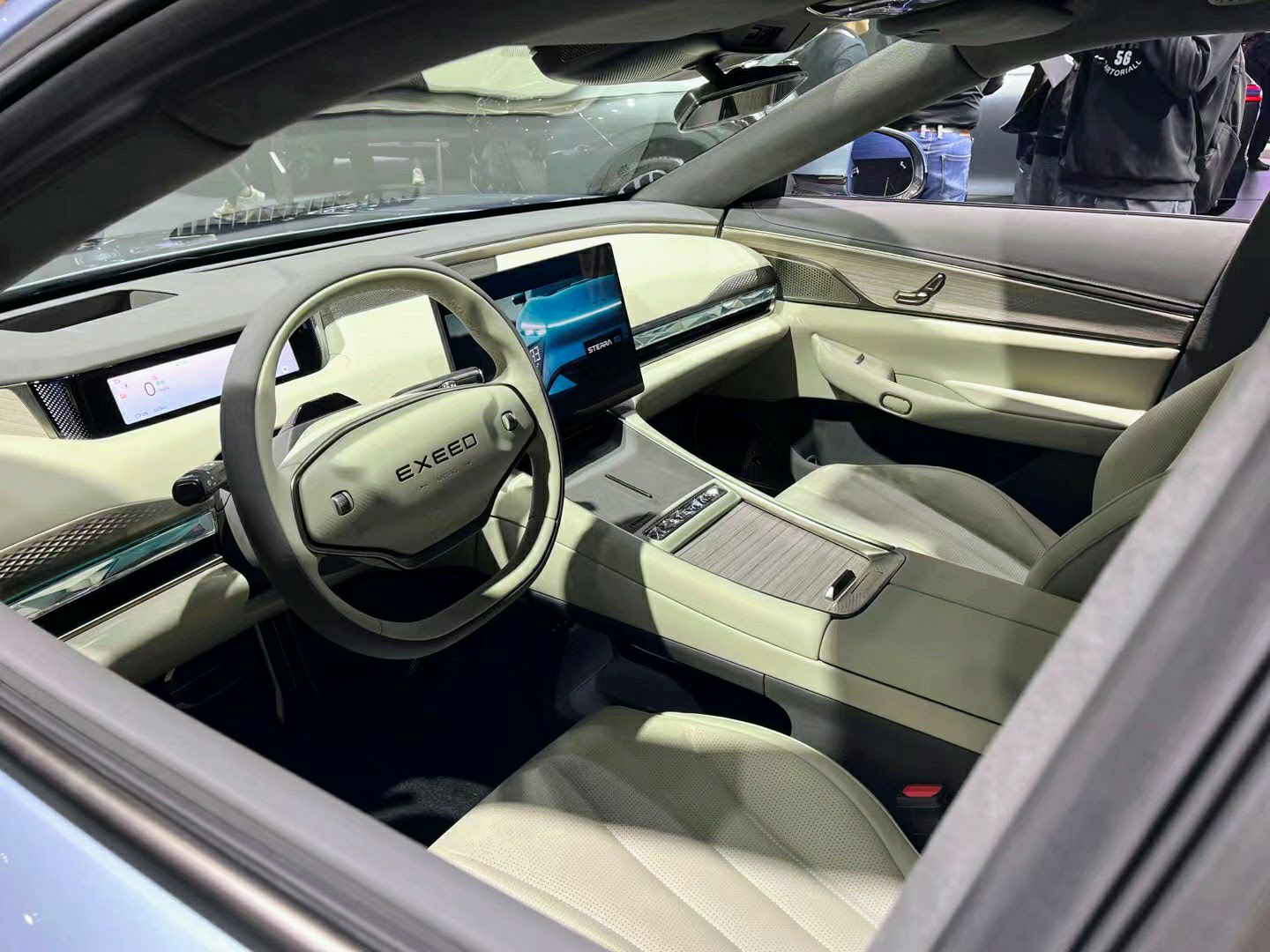
Innenansicht

Der Chery Exeed Sterra ES ist eine Limousine der oberen Mittelklasse des chinesischen Automobilherstellers Chery Automobile. Der Wagen wird unter der Marke Chery und der Submarke Exeed vermarktet.

## Geschichte
Erstmals vorgestellt wurde das fünfsitzige Fahrzeug als rein elektrisch angetriebene Version im August 2023. Die ersten Fahrzeuge wurden auf dem chinesischen Heimatmarkt im Dezember 2023 ausgeliefert. Seit Januar 2025 wird auch eine Version mit Reichweitenverlängerer gebaut. Exportierte Fahrzeuge der Baureihe werden als Exlantix ES vermarktet.

## Technik

### Karosserie
Der Wagen ist ähnlich lang und breit wie das Sport Utility Vehicle Exeed Sterra ET, aber über 20 Zentimeter flacher. Beide Modelle basieren auf der sogenannten E0X-Plattform. Der cw-Wert des Exeed Sterra ES wird mit 0,205 angegeben. Auf dem Dach befindet sich gegen Aufpreis ein Lidar-Sensor für verschiedene Fahrerassistenzsysteme.

### Antrieb
Zum Marktstart gab es für die Limousine einen Elektroantrieb mit ein oder zwei Elektromotoren sowie vier verschiedenen Akkugrößen. Im Sommer 2024 wurden diese Antriebe überarbeitet. Die Version mit Reichweitenverlängerer, die Anfang 2025 in den Handel kam, gibt es entweder mit einem Elektromotor und einem 35-kWh-Akku oder zwei Elektromotoren und einem 41-kWh-Akku. Für die rein elektrisch angetriebenen Versionen steht eine 800-Volt-Schnellladetechnik zur Verfügung.

## Technische Daten
| Kenngrößen                                  | Air 61 kWh                 | Plus 66 kWh                | Max 80 kWh                 | Ultra 80 kWh               | Max+ 98 kWh                | Pro 77 kWh                 | Pro 100 kWh                | Pro 77 kWh                 | Pro 100 kWh                | Ultra 100 kWh              | Plus PHEV                     | Ultra PHEV                      |
| ------------------------------------------- | -------------------------- | -------------------------- | -------------------------- | -------------------------- | -------------------------- | -------------------------- | -------------------------- | -------------------------- | -------------------------- | -------------------------- | ----------------------------- | ------------------------------- |
| Bauzeitraum                                 | 12/2023–08/2024            | 12/2023–08/2024            | 12/2023–08/2024            | 12/2023–08/2024            | 12/2023–08/2024            | seit 08/2024               | seit 08/2024               | seit 08/2024               | seit 08/2024               | seit 08/2024               | seit 01/2025                  | seit 01/2025                    |
| Motorkenndaten                              |                            |                            |                            |                            |                            |                            |                            |                            |                            |                            |                               |                                 |
| Motortyp                                    | 1 Elektromotor             | 1 Elektromotor             | 1 Elektromotor             | 1 Elektromotor             | 2 Elektromotoren           | 1 Elektromotor             | 1 Elektromotor             | 2 Elektromotoren           | 2 Elektromotoren           | 2 Elektromotoren           | 1 Elektromotor + R4-Ottomotor | 2 Elektromotoren + R4-Ottomotor |
| Hubraum                                     | —                          | —                          | —                          | —                          | —                          | —                          | —                          | —                          | —                          | —                          | 1499 cm³                      | 1499 cm³                        |
| max. Leistung E-Motor vorn                  | —                          | —                          | —                          | 123 kW (167 PS)            | —                          | —                          | —                          | 123 kW (167 PS)            | 123 kW (167 PS)            | 123 kW (167 PS)            | —                             | 150 kW (204 PS)                 |
| max. Leistung E-Motor hinten                | 185 kW (252 PS)            | 185 kW (252 PS)            | 230 kW (313 PS)            | 230 kW (313 PS)            | 230 kW (313 PS)            | 230 kW (313 PS)            | 230 kW (313 PS)            | 230 kW (313 PS)            | 230 kW (313 PS)            | 230 kW (313 PS)            | 195 kW (265 PS)               | 195 kW (265 PS)                 |
| max. Leistung Verbrennungsmotor             | —                          | —                          | —                          | —                          | —                          | —                          | —                          | —                          | —                          | —                          | 115 kW (156 PS) bei 5200/min  | 115 kW (156 PS) bei 5200/min    |
| max. Systemleistung                         | 185 kW (252 PS)            | 185 kW (252 PS)            | 230 kW (313 PS)            | 353 kW (480 PS)            | 230 kW (313 PS)            | 230 kW (313 PS)            | 230 kW (313 PS)            | 353 kW (480 PS)            | 353 kW (480 PS)            | 353 kW (480 PS)            | 195 kW (265 PS)               | 345 kW (469 PS)                 |
| max. Drehmoment E-Motor vorn                | —                          | —                          | —                          | 238 Nm                     | —                          | —                          | —                          | 238 Nm                     | 238 Nm                     | 238 Nm                     | —                             | 310 Nm                          |
| max. Drehmoment E-Motor hinten              | 356 Nm                     | 356 Nm                     | 425 Nm                     | 425 Nm                     | 425 Nm                     | 425 Nm                     | 425 Nm                     | 425 Nm                     | 425 Nm                     | 425 Nm                     | 324 Nm                        | 324 Nm                          |
| max. Drehmoment Verbrennungsmotor           | —                          | —                          | —                          | —                          | —                          | —                          | —                          | —                          | —                          | —                          | 220 Nm bei 2500/min           | 220 Nm bei 2500/min             |
| max. Systemdrehmoment                       | 356 Nm                     | 356 Nm                     | 425 Nm                     | 663 Nm                     | 425 Nm                     | 425 Nm                     | 425 Nm                     | 663 Nm                     | 663 Nm                     | 663 Nm                     | 324 Nm                        | 634 Nm                          |
| Kraftübertragung                            |                            |                            |                            |                            |                            |                            |                            |                            |                            |                            |                               |                                 |
| Antrieb                                     | Hinterradantrieb           | Hinterradantrieb           | Hinterradantrieb           | Allradantrieb              | Hinterradantrieb           | Hinterradantrieb           | Hinterradantrieb           | Allradantrieb              | Allradantrieb              | Allradantrieb              | Hinterradantrieb              | Allradantrieb                   |
| Getriebe                                    | Eingang-Reduktionsgetriebe | Eingang-Reduktionsgetriebe | Eingang-Reduktionsgetriebe | Eingang-Reduktionsgetriebe | Eingang-Reduktionsgetriebe | Eingang-Reduktionsgetriebe | Eingang-Reduktionsgetriebe | Eingang-Reduktionsgetriebe | Eingang-Reduktionsgetriebe | Eingang-Reduktionsgetriebe | Eingang-Reduktionsgetriebe    | Eingang-Reduktionsgetriebe      |
| Messwerte                                   |                            |                            |                            |                            |                            |                            |                            |                            |                            |                            |                               |                                 |
| Leergewicht                                 | 1870 kg                    | 1975 kg                    | 1960 kg                    | 2100 kg                    | 2040 kg                    | 2080 kg                    | 2040 kg                    | 2210 kg                    | 2250 kg                    | 2250 kg                    | 2080 kg                       | 2285 kg                         |
| Höchstgeschwindigkeit                       | 200 km/h                   | 200 km/h                   | 200 km/h                   | 210 km/h                   | 200 km/h                   | 200 km/h                   | 200 km/h                   | 210 km/h                   | 210 km/h                   | 210 km/h                   | 205 km/h                      | 190 km/h                        |
| Beschleunigung, 0–100 km/h                  | 7,4 s                      | 7,1 s                      | 5,6 s                      | 3,7 s                      | 5,6 s                      | 5,6 s                      | 5,6 s                      | 3,7 s                      | 3,7 s                      | 3,7 s                      | 7,6 s                         | 4,6 s                           |
| Kraftstoffverbrauch auf 100 km (kombiniert) | —                          | —                          | —                          | —                          | —                          | —                          | —                          | —                          | —                          | —                          | 0,5 l Super                   | 0,6 l Super                     |
| Tankinhalt                                  | —                          | —                          | —                          | —                          | —                          | —                          | —                          | —                          | —                          | —                          | 67 l                          | 67 l                            |
| Energieinhalt Akku                          | 61 kWh                     | 66 kWh                     | 80 kWh                     | 80 kWh                     | 98 kWh                     | 77 kWh                     | 100 kWh                    | 77 kWh                     | 100 kWh                    | 100 kWh                    | 35 kWh                        | 41 kWh                          |
| Elektrische Reichweite nach CLTC            | 550 km                     | 605 km                     | 720 km                     | 650 km                     | 905 km                     | 680 km                     | 880 km                     | 605 km                     | 775 km                     | 710 km                     | 255 km                        | 255 km                          |
| Abgasnorm                                   | —                          | —                          | —                          | —                          | —                          | —                          | —                          | —                          | —                          | —                          | China VI                      | China VI                        |